# Block B
Block B (кор. 블락비, укр. Блок Бі) — південнокорейський хлопчачий гурт, яким керує KQ Entertainment. До складу гурту входять 7 учасників: Теіль, Бі-Бомб, Джехьо, Ю-Квон, Кьон, Зіко та Піо. Дебют Block B відбувся 15 квітня 2011 року з синглом Freeze!(그대로 멈춰라!) на телеканалі KBS у Music Bank.
У 2011 році Cho PD створив Block B з бюджетом $1.4 мільйона під його лейблом Brand New Stardom Entertaiment. Того ж року вони дебютували на KBS у шоу Music Bank та на MTV Match Up!, де викликали хвилю критики за сексуально провокаційні виступи. У 2012 році випустили дебютний студійний альбом Blockbuster, який потрапив у першу десятку Billboard Korea та Gaon Album. У 2013 році гурт покинув Stardom Entertaiment після тривалих судів та продовжив діяльність під крилом новоствореного лейблу — Seven Seasons.
Block B досягли комерційного успіху з сингл-альбомами Jackpot (2014), Very Good (2015) та H.E.R. (2015). У 2016 році гурт випустив японський студійний альбом My Zone, який посів перше місце в Billboard Japan та Oricon. У 2018 році учасники гурту розпочали військову службу.

## Назва
Назва гурту — абревіатура від BlockBuster, що означає «дуже успішні, високобюджетні вистави та кінофільми». Офіційна назва фандому — BBC (Block Buster Club).

## Кар'єра

### 2011—2013: Формування та початок
Дебют відбувся 15 квітня 2011 року з синглом «Don't Move» («Freeze») на музичній програмі MusicBank на телеканалі KBS.

## Учасники
| Сценічне ім'я | Сценічне ім'я | Сценічне ім'я | Справжнє ім'я | Справжнє ім'я | Справжнє ім'я | Дата народження           | Позиція у гурті                 |
| Українською   | Латиницею     | Хангилем      | Українською   | Латиницею     | Хангилем      | Дата народження           | Позиція у гурті                 |
| ------------- | ------------- | ------------- | ------------- | ------------- | ------------- | ------------------------- | ------------------------------- |
| Теіль         | Taeil         | 태일          | Лі Теіль      | Lee Taeil     | 이태일        | 24 вересня 1990 (34 роки) | Головний вокаліст               |
| Бі-Бомб       | B-Bomb        | 비범          | Лі Мінхьок    | Lee Minhyuk   | 이민혁        | 14 грудня 1990 (34 роки)  | Головний танцюрист, вокаліст    |
| Джехьо        | Jaehyo        | 재효          | Ан Джехьо     | Ahn Jaehyo    | 안재효        | 23 грудня 1990 (34 роки)  | Вокаліст, «обличчя» гурту       |
| Ю-Квон        | U-Kwon        | 유권          | Кім Юквон     | Kim Ukwon     | 김유권        | 9 квітня 1992 (32 роки)   | Вокаліст, танцюрист             |
| Кьон          | Kyung         | 경            | Пак Кьон      | Park Kyung    | 박경          | 8 липня 1992 (32 роки)    | Репер                           |
| Зіко          | Zico          | 지코          | У Джіхо       | Woo Jiho      | 우지호        | 14 вересня 1992 (32 роки) | Лідер, репер                    |
| ПіО           | P.O           | 피오          | Пьо Джіхун    | Pyo Jihoon    | 표지훈        | 2 лютого 1993 (32 роки)   | Репер, макне (молодший учасник) |

## Дискографія

### Студійні альбоми
- Blockbuster (2012)
- My Zone (2016)

### Мініальбоми
- New Kids on the Block (2011)
- Welcome to the Block (2012)
- Very Good (2013)
- H.E.R (2014)
- Blooming Period (2016)
- Montage (2017)
- Montage ~Japan Edition~ (2017)

## Фільмографія

### Реаліті-шоу
- MTV Match Up (SBS MTV)
- MTV Match Up: Block B Returns (SBS MTV)
- Five Minutes Before Chaos (Mnet)

## Нагороди та номінації
| Рік  | Нагорода                                 | Категорія                         | Номінант / Робота | Результат | Прим.  |
| ---- | ---------------------------------------- | --------------------------------- | ----------------- | --------- | ------ |
| 2012 | 20th Korean Culture Entertainment Awards | New Artist Award                  | Block B           | Перемога  |        |
| 2012 | 27th Golden Disk Awards                  | New Rising Star Award             | Block B           | Номінація | [ 3 ]  |
| 2012 | 27th Golden Disk Awards                  | Popularity Award                  | Block B           | Номінація | [ 3 ]  |
| 2012 | SBS MTV Best of The Best Awards          | Best Male Video                   | «Nillili Mambo»   | Перемога  | [ 4 ]  |
| 2012 | 22nd Seoul Music Awards                  | Bonsang Award                     | Block B           | Номінація | [ 5 ]  |
| 2013 | SBS MTV Best of The Best Awards          | Best Male Group                   | Block B           | Перемога  | [ 6 ]  |
| 2013 | K-Star Best KPop Awards                  | Best Fandom                       | Block B           | Перемога  | [ 7 ]  |
| 2013 | Nate Year End Awards                     | Best Boy Group                    | Block B           | Номінація | [ 8 ]  |
| 2013 | 28th Golden Disk Awards                  | Disk Album Award                  | Very Good         | Номінація | [ 9 ]  |
| 2013 | 28th Golden Disk Awards                  | Popularity Award                  | Block B           | Номінація | [ 9 ]  |
| 2013 | 23rd Seoul Music Awards                  | Bonsang Award                     | Block B           | Номінація | [ 10 ] |
| 2013 | 23rd Seoul Music Awards                  | Popularity Award                  | Block B           | Номінація | [ 10 ] |
| 2014 | Gaon Weibo Chart                         | Gaon Weibo Social Star Award      | Block B           | Перемога  | [ 11 ] |
| 2014 | MelOn Music Awards                       | Best Male Dance Artist            | «H.E.R»           | Перемога  | [ 12 ] |
| 2014 | 16th Mnet Asian Music Awards             | Best Male Group                   | Block B           | Номінація | [ 13 ] |
| 2014 | 16th Mnet Asian Music Awards             | Best Music Video                  | «Jackpot»         | Номінація | [ 13 ] |
| 2014 | 16th Mnet Asian Music Awards             | Artist of the Year                | Block B           | Номінація | [ 13 ] |
| 2014 | Nate Awards                              | People's Choice Singer            | Block B           | Номінація | [ 14 ] |
| 2014 | 24th Seoul Music Awards                  | Bonsang Award                     | Block B           | Номінація | [ 15 ] |
| 2014 | 24th Seoul Music Awards                  | Popularity Award                  | Block B           | Номінація | [ 15 ] |
| 2014 | 24th Seoul Music Awards                  | Hallyu Special Award              | Block B           | Номінація | [ 15 ] |
| 2014 | 29th Golden Disk Awards                  | Digital Album Award               | Block B           | Номінація | [ 16 ] |
| 2014 | 29th Golden Disk Awards                  | Album Award                       | Block B           | Номінація | [ 16 ] |
| 2014 | 4th Gaon Chart Awards                    | Hot Trend Awards                  | Block B           | Перемога  | [ 17 ] |
| 2016 | Japan Gold Disc Award                    | Best New Asian Artist             | Block B           | Перемога  | [ 18 ] |
| 2016 | 1st Asia Artist Awards                   | Best Star Award, Singer           | Block B           | Перемога  |        |
| 2016 | 18th Mnet Asian Music Awards             | Best Male Group                   | Block B           | Номінація | [ 19 ] |
| 2016 | 18th Mnet Asian Music Awards             | HotelsCombined Artist of the Year | Block B           | Номінація | [ 19 ] |
| 2017 | 26th Seoul Music Awards                  | Bonsang Award                     | Block B           | Номінація |        |
| 2017 | 26th Seoul Music Awards                  | Mobile Popularity Award           | Block B           | Номінація |        |
| 2017 | Maxim K-Model Awards                     | Idol Icon Award                   | Block B           | Перемога  |        |
| 2018 | 27th Seoul Music Awards                  | Bonsang Award                     | Block B           | Номінація |        |
| 2018 | 27th Seoul Music Awards                  | Popularity Award                  | Block B           | Номінація |        |
| 2018 | 27th Seoul Music Awards                  | Hallyu Special Award              | Block B           | Номінація |        |
| 2018 | 32nd Golden Disk Awards                  | Digital Daesang/Song of the Year  |                   | Номінація | [ 20 ] |
| 2018 | Soribada Best K-Music Awards             | Bonsang Award                     | Block B           | Номінація |        |
| 2018 | Soribada Best K-Music Awards             | Popularity Award (Male)           | Block B           | Номінація |        |